# Ancien 12e arrondissement de Paris
Pour les articles homonymes, voir 12e arrondissement de Paris et 12e arrondissement.
On désigne par ancien 12e arrondissement de Paris le douzième des douze anciens arrondissements de Paris créés en 1795 et ayant existé jusqu'en 1860, année de l'agrandissement de Paris et de la réorganisation en vingt arrondissements, par la loi du 16 juin 1859.

## Emplacement et délimitation
Le 12e arrondissement, d'une superficie de 492 ha, était composé de quatre quartiers contigus, sur la rive gauche de Paris.
Il était délimité par les murs de la ville au sud, le 11e arrondissement à l'ouest, la Seine, le 9e et le 8e au nord :
- barrière d'Enfer (voir no 13)
- rue d'Enfer (actuels boulevard Saint-Michel, rue Henri-Barbusse et avenue Denfert-Rochereau)
- carrefour de l'Observatoire (actuelle avenue de l'Observatoire)
- rue Saint-Dominique (actuelle rue Royer-Collard)
- rue Saint-Jacques
- petit-Pont
- rue de la Bûcherie et rue des Grands-Degrés
- quai de la Tournelle
- quais (actuels quais Saint-Bernardet Austerlitz)
- barrière de la Gare (voir no 1)
- murs extérieurs (actuels boulevards Vincent-Auriol, Auguste-Blanqui et Saint-Jacques)

Plan des 12 arrondissements de Paris entre 1795 et 1849 ; le était au sud, sur la rive gauche.

- barrière d'Enfer

## Historique
Le 12e arrondissement de Paris, initialement dénommé « douzième municipalité », est créé en 1795. Il regroupe quatre des 48 sections révolutionnaires délimitées en 1790 : la section du Panthéon-Français, la section de l'Observatoire, la section des Sans-Culottes et la section du Finistère .
Cet arrondissement subsiste jusqu'en 1860.

## Quartiers
De 1811 à 1849
De 1811 à 1849, le 12e arrondissement est divisé en quatre quartiers :
1. Le quartier Saint-Jacques[note 1]
2. Le quartier de l'Observatoire[note 2]
3. Le quartier du Jardin-du-roi[note 3]
4. Le quartier Saint-Marcel[note 4]

De 1850 à 1860
De 1850 à 1860, le 12e arrondissement est divisé en quatre quartiers :
1. Le quartier de la Place-Maubert
2. Le quartier de l'Observatoire
3. Le quartier du Jardin-des-Plantes
4. Le quartier Saint-Marcel

## Administration
En 1795, la 12e municipalité siège à l'emplacement du collège de Lisieux, rue Jean-de-Beauvais, qui est, depuis le début de la Révolution, le lieu de réunion de la section du Panthéon. En 1799, la mairie est transférée dans les Écoles de droit de la place du Panthéon, à l'emplacement même où se situait jusqu'en 1767, année de son expropriation, le même collège de Lisieux, avant que Soufflot ne construise le bâtiment actuel (1770-1783).
En 1805, la municipalité s'installe au no 262 rue Saint-Jacques, dans un immeuble du XVIIIe siècle appartenant depuis la Révolution à un maître-carrier, Jean-René Buissonnière, qui le loue à la mairie à partir de mars 1805. Si d'autres propriétaires se succèdent, l'administration reste locataire jusqu'en 1850, malgré des demandes de transfert survenant dès 1813, en raison de l'inadaptation des locaux.
Elle s'installe alors dans un édifice situé sur la place du Panthéon, construit de 1844 à 1850 sur les plans de l'architecte Jean-Baptiste Guénepin, puis, en raison d'un conflit, sous la direction de Jacques Ignace Hittorff, avec une façade strictement conforme à celle de la Faculté de droit pour respecter la symétrie.
À la suite de la création des vingt arrondissements, l'immeuble devient la mairie du nouveau 5e arrondissement. La décoration et l'aménagement intérieur ne sont achevés qu'à la fin du Second Empire, entre 1866 et 1870, par l'architecte Victor Caliat.

### Maires du

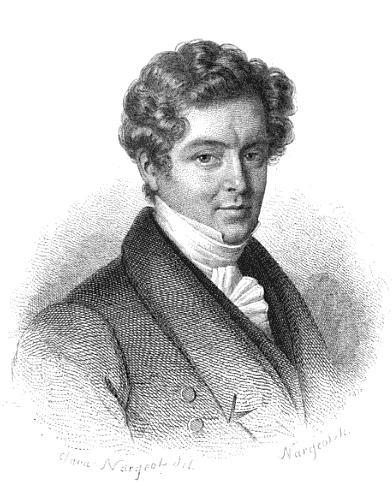
Jean-Denis Cochin, maire sous la Restauration.

### Maires du12earrondissement
| Période         | Identité                                            |
| --------------- | --------------------------------------------------- |
| 1795            | M. Regnard                                          |
| 1800            | Philippe-Joseph Gorneau                             |
| 1801-1807       | Joseph Collette,                                    |
| 1808-1810       | Pierre-Antoine-Romain Dubos                         |
| 1810-1811       | Philippe Jean-Baptiste Buffault ,                   |
| 1811-1815       | Emmanuel-Théodore-Guillaume Molinier de Montplanqua |
| 1815-1825       | Jacques-Denis Cochin,                               |
| 1825-1830       | Jean-Denis Cochin                                   |
| 1830-1838       | Claude-Louis Salleron                               |
| 1838-1848       | Régulus-Adolphe de Lanneau,                         |
| 1848 (mai-juin) | Félix Pinel-Grandchamp                              |
| 1848            | Jean-Baptiste Delestre                              |
| 1848            | Ulysse Trélat                                       |
| 1849-1851       | Nicolas Denis Riant,                                |
| 1851-1853       | Baron Charles-Jean-Baptiste-Claude Clément d'Aerzen |
| 1853-1859       | Adolphe Le Roy de Saint-Arnaud                      |

## Démographie
| 1793 | 1800   | 1806 | 1816   | 1821 | 1831   |
| ---- | ------ | ---- | ------ | ---- | ------ |
| -    | 61 553 | -    | 80 079 | -    | 77 456 |

| 1836   | 1841   | 1846   | 1851   | 1856    | - |
| ------ | ------ | ------ | ------ | ------- | - |
| 82 361 | 89 480 | 98 010 | 94 476 | 122 815 | - |

## Évolution

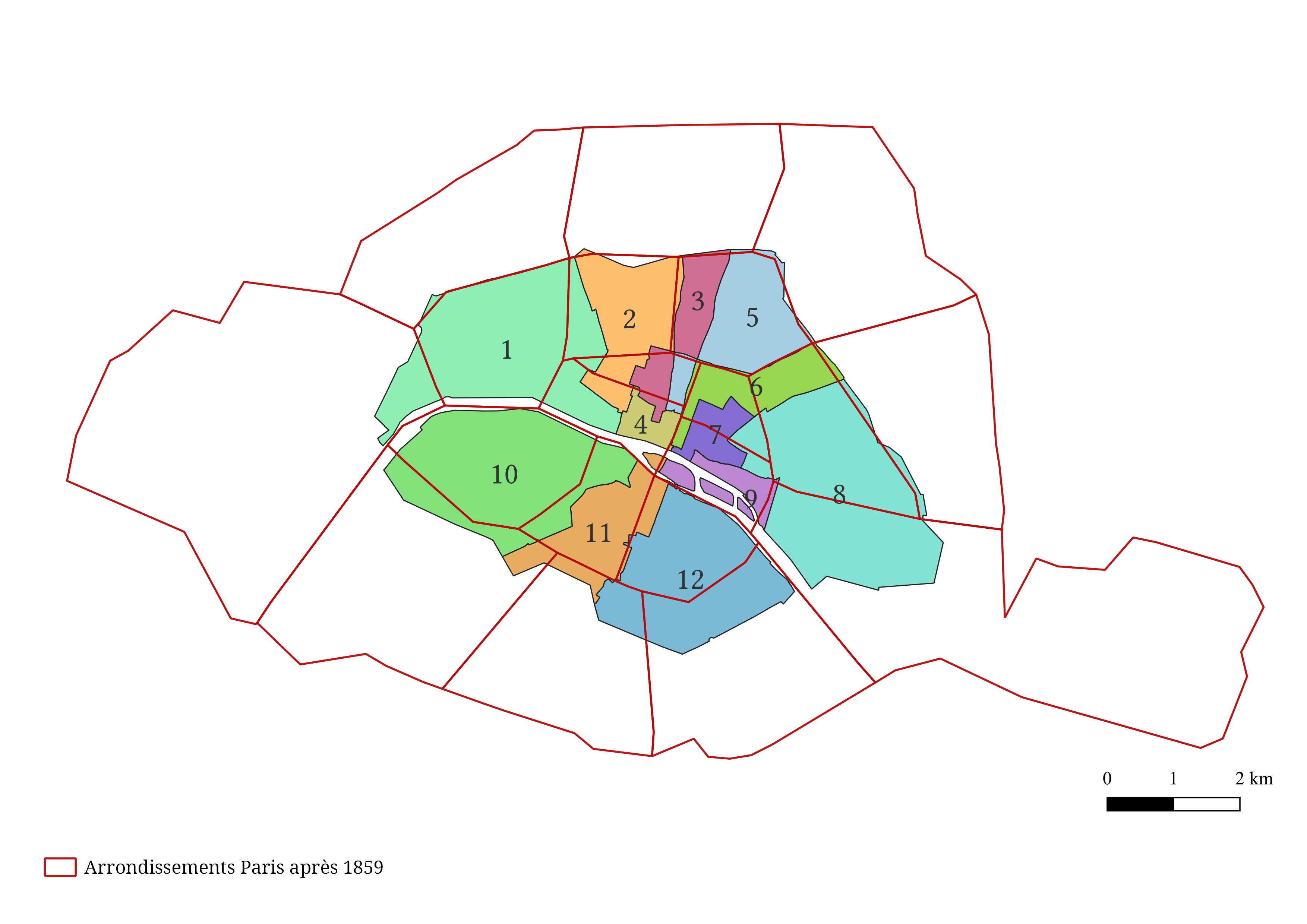
Superposition des anciens arrondissements avec les nouveaux d'après 1859 (en rouge).

En 1860, le douzième arrondissement ancien disparaît dans le cadre de l'agrandissement de Paris et de son découpage en vingt nouveaux arrondissements, en application de la loi du 16 juin 1859. Son territoire est réparti entre les nouveaux 5e, 13e et 14e arrondissements.